# James Steacy
James Steacy (Saskatoon, 1984. május 29. –) kanadai atléta, kalapácsvető.
Egyéni legjobb eredménye 77,38 méter, melyet 2007 júniusában ért el Calgary-ban.

## Legjobb eredményei
| év   | esemény                 | helyszín  | versenyszám   | eredmény |
| ---- | ----------------------- | --------- | ------------- | -------- |
| 2005 | Universiade             | İzmir     | kalapácsvetés | 10.      |
| 2006 | Nemzetközösségi Játékok | Melbourne | kalapácsvetés | 2.       |
| 2006 | Világ Kupa              | Athén     | kalapácsvetés | 6.       |